# Bleu russe
Vous lisez un « bon article » labellisé en 2017.
Le bleu russe ou russe est une race de chats aux origines controversées et usuellement considérée comme une race naturelle apparue dans les pays froids comme la Russie ou les pays scandinaves. Les premiers individus sont présentés en exposition féline dès le milieu du XIXe siècle en Grande-Bretagne, d'où il s'est répandu dans le monde entier. Au bord de l'extinction après la Seconde Guerre mondiale, le bleu russe renaît de croisements avec des siamois ou des chats de gouttière bleus. De nombreux efforts sont faits dans les années 1950 à 1960 pour homogénéiser le type du bleu russe, dont la morphologie varie d'une rive à l'autre de l'Atlantique. De nouvelles variétés de couleurs sont introduites à la fin du XXe siècle.
De type médioligne foreign, le bleu russe est long et gracieux, bien musclé et sans aucune lourdeur. La tête, en forme de coin, est décrite comme angulaire, avec de grands yeux ronds bien espacés et d'un vert soutenu. Enfin, la robe courte, épaisse et pelucheuse est de couleur bleue argentée. Les variétés à poil long comme le nebelung ou les russes noirs et blancs ne sont pas reconnues par l'ensemble des fédérations.
Souvent décrit comme une race calme et très attachée à son maître, le bleu russe serait bien adapté à la vie en appartement. Les soins se limitent à un brossage hebdomadaire.

## Historique

### Une race naturelle aux origines controversées

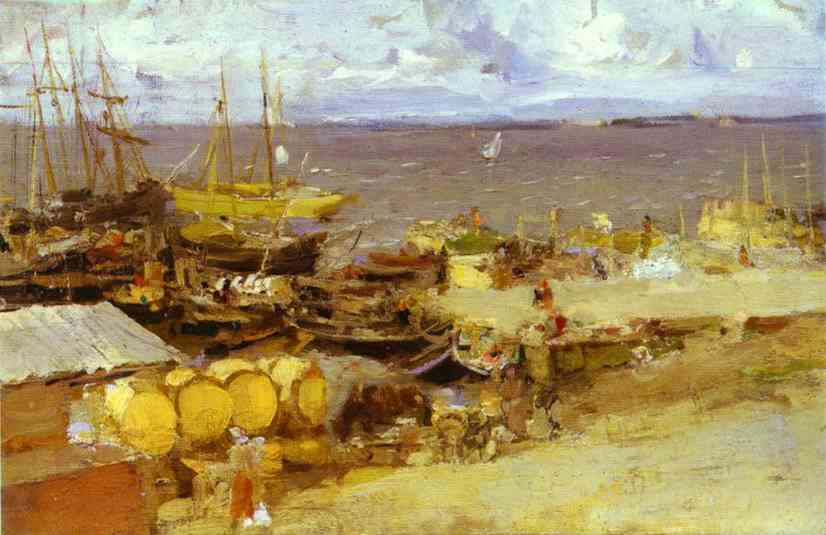
Le port d'Arkhangelsk au XIXe siècle, d'où serait issu le bleu russe.

Les origines du bleu russe sont controversées, usuellement attribuées à la Russie ou aux pays scandinaves, elles pourraient également se situer dans le pourtour méditerranéen. Illustration du flou de ces origines, divers noms ont été donnés à cette race,, dont « archange bleu », « bleu d'Abyssinie », « bleu d'Arkhangelsk », « bleu d'Espagne », « bleu d'Islande », « bleu de Norvège », « bleu du Caucase », « bleu maltais » ou « bleu russe », "russkiy blue" en russe. Desmond Morris relève également les termes « American Blue Cat », « Chartreuse Blue », « Foreign Blue », « Russo-American Blue »,« Russian Shorthair » et « The Connoisseur's Cat ».
Une première théorie avance que la race pourrait être originaire du port russe d'Arkhangelsk où elle aurait développé sa fourrure dense au cours des siècles, ce qui en ferait une race naturelle. Divers récits corroboreraient le fait qu'il était chassé pour sa fourrure chaude, utilisée dans l'habillement. Il aurait servi sur les bateaux comme chasseur de rongeurs et aurait été introduit en Grande-Bretagne par des marins. Une origine commune avec le chartreux est également avancée. La théorie d'Arkhangelsk est reprise fréquemment, la date d'arrivée du bleu russe en Grande-Bretagne variant de la fin du XVIe siècle durant le règne d’Élisabeth Ire à celle, plus souvent relevée, du milieu du XIXe siècle. L'arrivée en Grande-Bretagne s'est peut-être faite via la Suède, ou directement par des marins.
Une autre hypothèse avancée est que le bleu russe est une très ancienne race, apparue en Russie, et diffusée en Europe par les Vikings.
Enfin, une dernière théorie propose que le bleu russe vienne du nord de la Norvège d'où il aurait été importé en Grande-Bretagne sous divers noms, notamment « Shorthaired Blue Tabbies » ou « Canon Girdlestone's breed ».

### Premières expositions

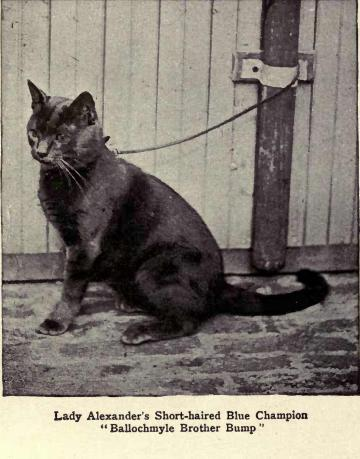
Bleu russe et british shorthair sont indifféremment décrits comme des « bleus à poil court » au XIXe siècle.

Dans les années 1860, le bleu russe, surnommé « Archange bleu » ou « bleu d'Arkhangelsk », est présenté à la première exposition féline du Crystal Palace en 1871. Le russe est alors présent en variétés à poil court et à poil mi-long. Par exemple, Harrison Weir, dans Our cats and all about them (1889), utilise l'expression « bleu russe » pour désigner les chats bleus à poil court présentés en exposition, et des chats à poil mi-long, de couleurs très variées,. Dans le même livre, il juge qu'il y a assez peu de différences entre l'« Archange bleu » et le british shorthair, mais reconnaît que les « archanges » ont une robe plus courte et brillante, avec une teinte plus profonde et que leur morphologie est différente des british, avec un corps plus grand et la tête et les pattes plus allongées,. Présenté régulièrement dans les expositions félines britanniques, le bleu russe souffre alors de la confusion avec le british shorthair bleu, avec lequel il partage la couleur de la robe,. Divers croisements sont réalisés entre les bleus russes, les british shorthair bleus, et des chats sans pedigree : les résultats de ces croisements sont présentés sous le terme générique « bleus à poil court ».
En 1890, Mme Constance Carex-Cox, alors éleveuse d'abyssins, de british shorthair et de manx, acquiert son premier bleu russe, « Kolya », née sur la péninsule de Kola. Cette éleveuse et ses premiers sujets (tels Bayard, Fashoda, Ivanovitch, Lingpopo, Muchacho, Olga et Peter the great) promeuvent et développent la race. Mme Constance Carex-Cox trouvera une tribune pour défendre les différences du bleu russe vis-à-vis du british shorthair dans l'un des premiers livres sur l'élevage des chats The Book of the Cat, en 1903, de Frances Simpson,.
En 1912, le Governing Council of the Cat Fancy (GCCF) reconnaît la différenciation entre bleu russe et british shorthair bleu, en accordant une classe séparée au bleu russe, qui concours alors sous le nom de « foreign blue ». En 1939, le nom bleu russe est officialisé.

### Exportation de la race
Aux États-Unis et au Canada, des bleus russes sont importés dès la fin du XIXe siècle, les dates proposées variant le plus souvent entre 1888 et 1890. Blue Royal est importé par Clinton Locke à Chicago en 1907. Dans les expositions américaines, comme ce fut le cas avec les bleus européens, on souligna la ressemblance du bleu russe avec les chats bleus locaux, futurs american shorthair. Toutefois, les termes « American Blue Cat » et « Russo-American Blue » sont expliqués par Rush Shippen Huidekoper en 1895 comme un signe de la grande popularité du bleu russe en Amérique, qui précise que cette variété est probablement croisée avec beaucoup de soin pour obtenir des sujets de grande qualité. L'élevage du bleu russe décline cependant jusqu'à disparaître, et ne reprend aux États-Unis qu'à partir des années 1940.
En France, le bleu russe fait sa première apparition en 1925 sous le nom de « Chat de Malte » ou « Maltais ».

### Après la Seconde Guerre mondiale

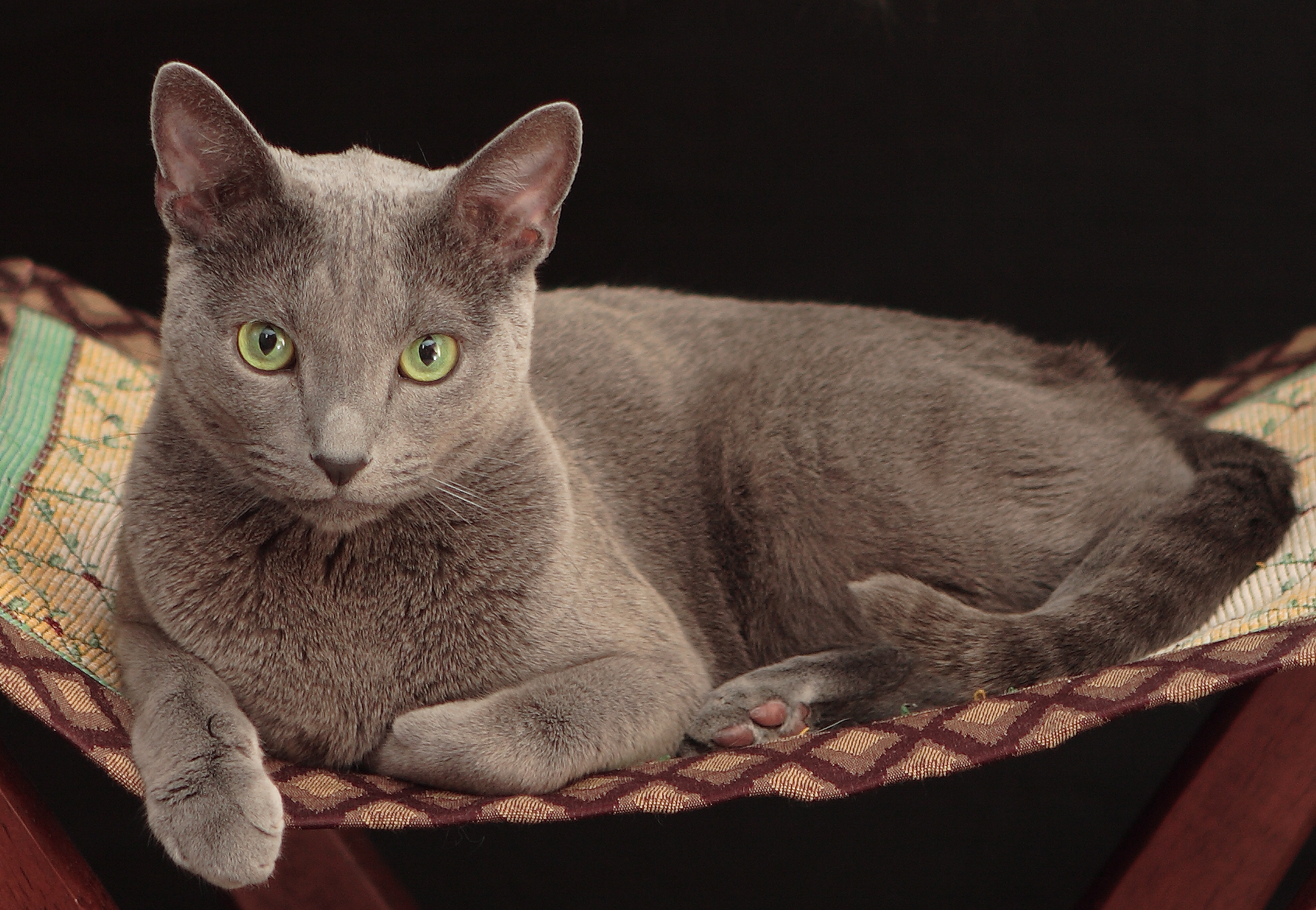
Le type américain, comme ici ce chat destiné à la compagnie, a une tête moins ronde que le type britannique.

Après la Seconde Guerre mondiale, comme d'autres races, le bleu russe faillit presque disparaître complètement. Il est sauvé par les Britanniques et les Scandinaves qui créent deux programmes d'élevage distincts. En Grande-Bretagne, Mme Marie Rochford, la seule éleveuse à avoir maintenu une lignée pure au Royaume-Uni, croise les bleus russes survivants avec une siamoise blue-point Lela Do puis avec son fils Dunloe Domokvitch. Ces deux chats, encore très présents dans les pedigrees du bleu russe, en ont modifié le type, qui devient foreign. En Scandinavie, les éleveurs recréent la race en croisant des siamois avec des chats de gouttière bleus finlandais. Le bleu russe scandinave se distingue du bleu russe britannique par sa fourrure plus courte et son plus grand gabarit.
Dans les années 1950, le standard du bleu russe est modifié pour prendre en compte cette nouvelle morphologie, très proche de celle du siamois. Entre 1965 et 1966, les Britanniques décident d'enrayer cette tendance et la Russian Blue Association entreprend un programme d'élevage visant à améliorer la race, qui retrouve un type morphologique moins longiligne dès 1967.
Aux États-Unis, les premiers spécimens ont probablement été importés dès le début du XXe siècle. La Cat Fanciers' Association (CFA) reconnaît la race en 1949. Dans les années 1950, les sujets varient fortement physiquement, car ils sont importés depuis des élevages soit britanniques, soit suédois. À partir des années 1960, des croisements ont lieu entre les deux lignées pour rendre la race plus uniforme. En 1964, la CFA accepte le bleu russe en championnat. Les effectifs américains augmentent jusqu'aux années 1980, où un déclin commence, attribué à un mauvais comportement lors des expositions félines. Le bleu russe étant un chat timide, il supporte mal les expositions. Un entraînement des chats de compétition par les éleveurs enraie le phénomène.
Dans les années 1990, Desmond Morris remarque des différences entre le bleu russe « type américain », plus léger et avec une tête moins ronde que le « type britannique ». L'Association internationale du Bleu Russe décrit également deux types de bleu russe : le type américain présente une fourrure plus claire, un corps plus petit et une tête un peu plus pointue que le type britannique. Les yeux du type américain sont d'un vert moins profond, proche du vert lagon plutôt que du vert émeraude.

### Nouvelles variétés

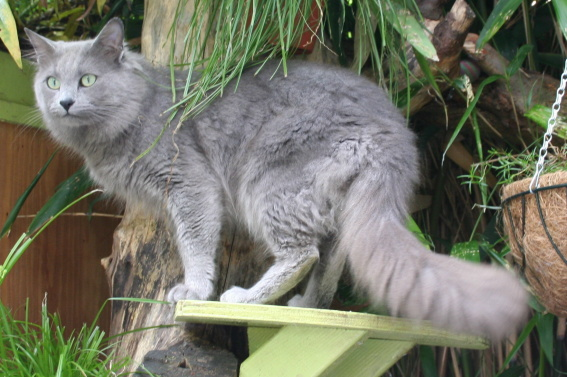
Un nebelung, variété à poil mi-long du bleu russe diversement reconnue selon les fédérations.

Dans les années 1970, l'Australien Mavis Jones croise le bleu russe avec un chat blanc qui possède des gènes noirs et tabby. Deux autres variétés de couleurs apparaissent donc de ses croisements : le russe blanc et le russe noir, le russe tabby étant mal accueilli. Ces nouvelles couleurs sont acceptées par les fédérations australienne, néozélandaise, britannique, et plus récemment française,. Les variétés de couleurs sont reconnues diversement par les fédérations félines. L'ACF, le GCCF, le LOOF, la NZCF et le SACC acceptent les couleurs bleue, blanche et noire et ont modifié le nom de la race en « russe ». Les fédérations américaines (CFA et TICA) et les fédérations à portée européenne ou mondiale (FIFé et WCF) reconnaissent uniquement la couleur bleue et ont maintenu le terme « bleu russe ».
Dans les années 1980, la variété à poil mi-long, le nebelung, est développée aux États-Unis. Cora Cobb a créé la race à partir de Siegfried et Brunhilde, chats bleus au poil long, nés respectivement en 1984 et 1986 de parents sans pedigree. Des croisements réguliers avec le bleu russe ont été réalisés dès les premières générations de nebelung. Le nebelung est reconnu par la TICA en 1997 et par le LOOF en 2004 et par le GCCF en 2015.

### Popularité
En France, avec 142 pedigrees émis en 2016, le bleu russe est la 22e race la plus populaire sur un total de 55 races en 2016. Au Royaume-Uni, le russe représente la 14e race la plus populaire sur 34 en 2015 et remonte à la neuvième place en 2017. Aux États-Unis, le bleu russe est la 16e race la plus populaire en 2015 sur 42 races selon les statistiques de la CFA.

## Standards

### Tête

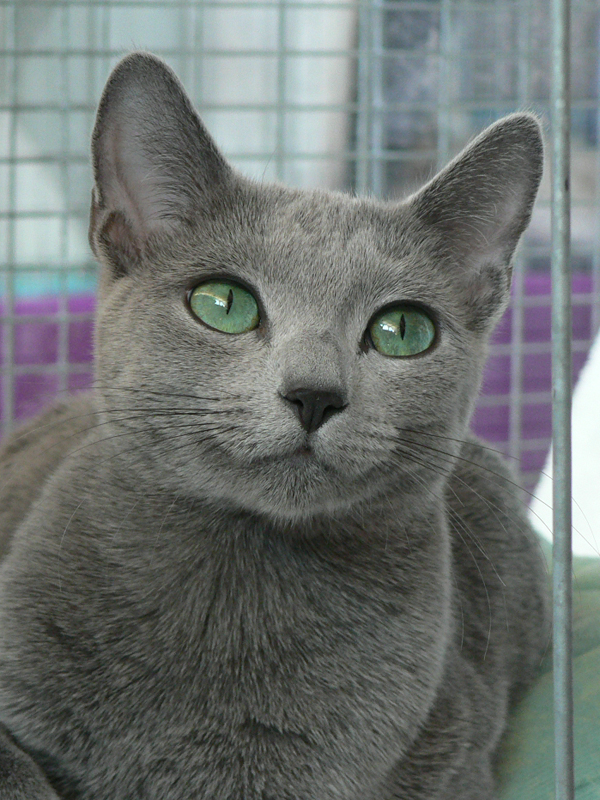
Les coins de la bouche donnent une allure souriante au bleu russe.

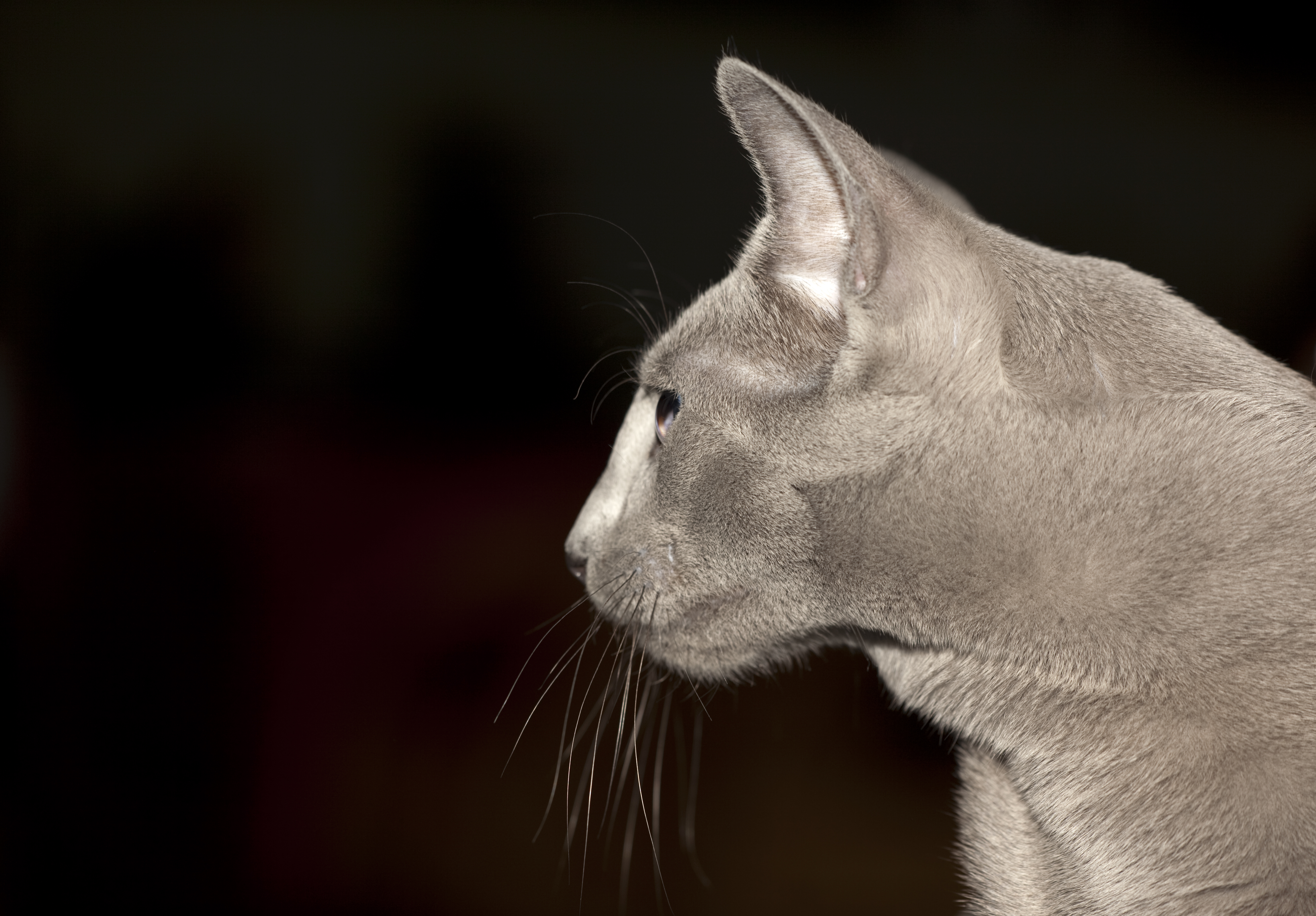
Le front et le nez forment un angle convexe au niveau des sourcils.

La tête, en forme de coin, est particulièrement large au niveau des yeux. Le visage angulaire est formé par sept facettes : de profil, le dessus du crâne jusqu'au front, le front jusqu'au nez, le bout du nez jusqu'à la pointe du menton, puis, de face, les deux faces de chaque côté du museau et les deux faces formées par les pommettes.
De profil, le front, large et plat, et le nez rectiligne forment un angle convexe au niveau des sourcils. Le front doit être légèrement plus long que le nez, précise la CFA. Le museau, aux contours arrondis, est court et massif, sans pinch. Le menton est fort. Les coins de la bouche sont légèrement relevés, ce qui donne une impression douce et souriante.
Les yeux grands et bien espacés sont en forme de noix pour la plupart des standards et d'amande pour la FIFé. L'unique couleur acceptée est le vert le plus intense possible chez l'adulte, jaune-vert chez le chaton. En concours, des pénalités sont données pour les adultes aux yeux imparfaitement verts. Les yeux jaunes sont interdits.
Aussi hautes que larges à la base, les oreilles sont bien espacées et portées verticalement. Les poils sont très courts et fins à l'extérieur et plus long dans la moitié de la surface intérieure de l'oreille.

### Corps

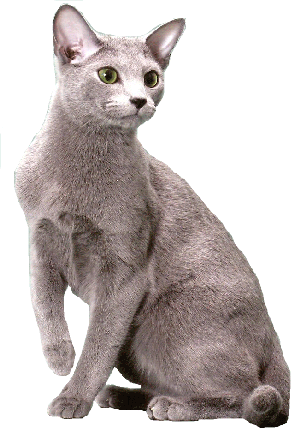
Le bleu russe est de type foreign, avec un corps élégant et sans lourdeur.

De type foreign, le corps est long et gracieux, bien musclé et sans aucune lourdeur. Un corps massif et ramassé ou au contraire un corps trop oriental est une faute en exposition. L’ossature est fine et la musculature puissante. L'encolure et les pattes sont longues et fines, bien proportionnées avec le corps. Les pieds sont petits et arrondis.
La queue est plutôt épaisse à la base et s'affine vers un bout effilé à l'extrémité. De longueur moyenne, la queue atteint la base des omoplates et reste bien proportionnée avec le corps.

### Robe

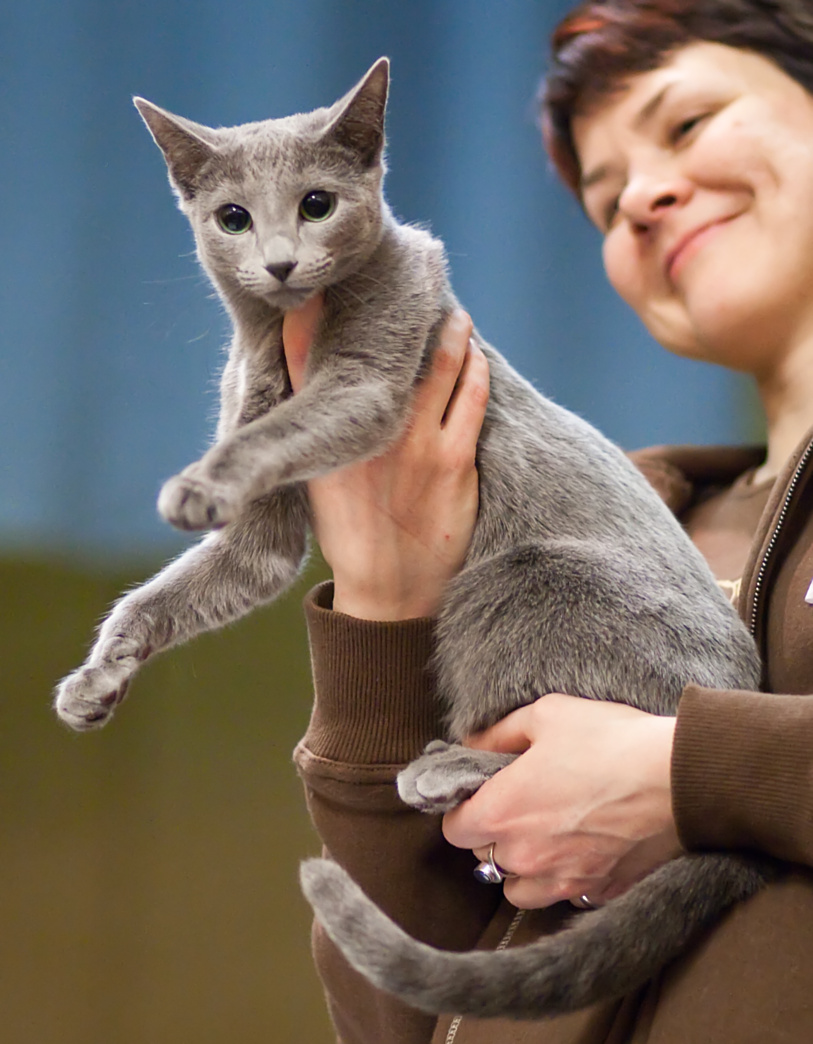
Les marques tabby fantôme, comme sur la queue de ce jeune bleu russe, sont tolérées chez le chaton.

La robe est courte, fine et douce, dense avec un important sous-poil. Une fourrure couchée sur le corps est une faute grave en exposition tout comme la présence d'un médaillon ou de taches blanches. Les fédérations d'élevage acceptent une à trois couleurs différentes. L'ACF, le GCCF, le LOOF, la NZCF et le SACC acceptent les couleurs bleue, blanche et noire. Les fédérations américaines (CFA et TICA) et les fédérations à portée européenne ou mondiales (FIFé et WCF) reconnaissent uniquement la couleur bleue.
Les marques tabby fantômes sont tolérées chez le chaton. Le bleu doit être uniforme, lumineux avec une préférence pour les tonalités claires. L’extrémité des poils de garde présente une coloration argentée qui donne à la fourrure un aspect brillant. La truffe et les coussinets sont gris.
Le blanc doit posséder des reflets argentés. La truffe et les coussinets sont roses. Le noir doit être brillant, noir de jais. La truffe et les coussinets sont noirs ou brun foncé.

## Caractère

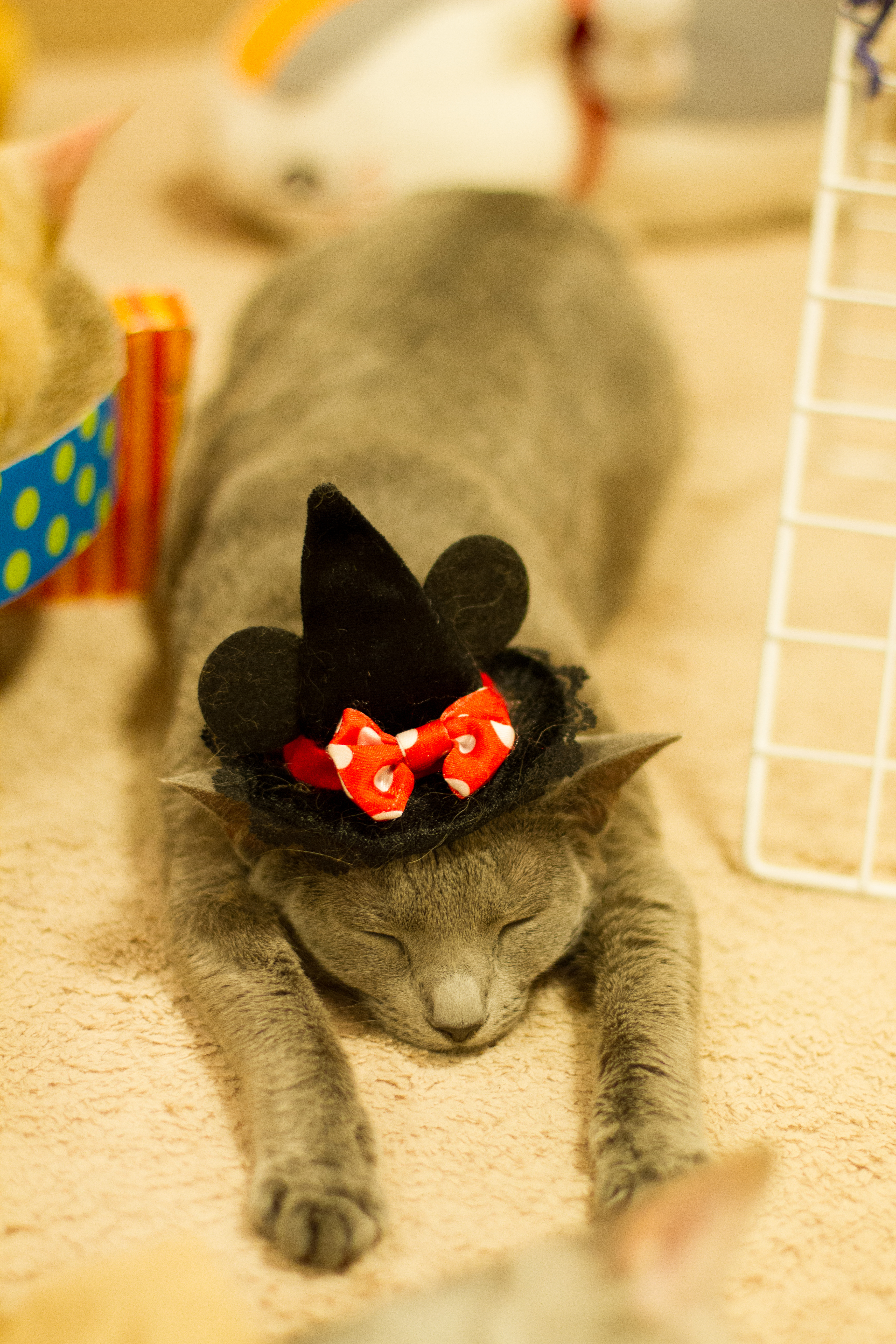
Le bleu russe est décrit comme un chat calme et tranquille.

Les traits de caractère ne sont généralement pas décrits dans les standards. Toutefois, les standards TICA et le LOOF décrivent le bleu russe comme un chat timide,. Le bleu russe est souvent décrit comme un chat intelligent et calme. On le dit discret, avec un miaulement doux et mélodieux pour les femelles et il n'aimerait pas particulièrement le bruit ni les enfants et préfèrerait sa tranquillité et une vie de famille calme. Le bleu russe est un chat décrit comme bien adapté à la vie en appartement. Il serait sociable avec les autres animaux.
Le bleu russe est décrit comme timide et réservé, attaché à ses habitudes et intelligent par Tamsin Pickeral. Affectueux avec son maître, il le suivrait dans ces déplacements et réclamerait bruyamment sa nourriture. Le Dr Bruce Fogle insiste également sur le caractère réservé du bleu russe, adapté à la vie en appartement.

## Races proches ou apparentées
Une variété à poil mi-long, le nebelung, apparaît aux États-Unis dans les années 1980. Initialement issue de croisements entre chats de gouttière, la race est rapidement comparée à un bleu russe à poil mi-long, et le premier standard du nebelung est rédigé en se basant sur celui du bleu russe. Des croisements réguliers avec le bleu russe sont réalisés dès les premières tentatives de développement de la race. Des croisements sont autorisés entre nebelung et bleu russe par le LOOF.
Après la Seconde Guerre mondiale, le bleu russe fut utilisé entre autres races pour revitaliser le british shorthair. Le bleu russe a également été utilisé en croisement lors du développement du peterbald et du havana brown.
Certaines personnes confondent d'ailleurs souvent le bleu russe, avec le chartreux, dont il se distingue par l'allure plus élancée, les yeux verts et les reflets argentés de sa robe ou le Korat et aussi le Chat maltais, toutes races à la robe bleue.

## Élevage

### Soins
Le bleu russe ne demande pas de soins spécifiques. Un peignage hebdomadaire est nécessaire. Certains éleveurs recommandent de lui faire prendre ponctuellement un bain avec du son. C'est un chat qui a bon appétit et qui peut être sujet au surpoids.

### Associations d'élevage
La première association d'élevage du bleu russe est créée en Grande-Bretagne en 1867, la Russian Blue Association. La Russian Blue Breeders Association est l'association britannique actuellement en activité et affiliée au GCCF. La première association américaine est créée dans les années 1950 par C. A. Comaine of Buda au Texas, il s'agit du Russian Blue Club.

### Reproduction
En France, les statistiques sont gérées par le LOOF. Les standards du bleu russe et du nebelung étant liés, en dehors du nombre d'enregistrements, les statistiques sont publiées en commun, sans possibilité de séparer les deux races. Entre 2003 et 2016, la taille des portées du bleu russe et du nebelung est en moyenne de 3,37 chatons avec un taux de consanguinité de 3,99 % par chaton. Onze étalons et vingt-deux femelles contribuent à plus de la moitié des naissances. Quarante-huit éleveurs ont enregistré une portée entre 2014 et 2016.